# Liste von Vulkanen in der Türkei
Dies ist eine Liste von Vulkanen in der Türkei, die während des Quartärs mindestens einmal aktiv waren.
| Bild | Name             | Gebirge              | Provinz   | Vulkantyp     | Letzte Eruption          | Höhe [m] | Geokoordinaten                |
| ---- | ---------------- | -------------------- | --------- | ------------- | ------------------------ | -------- | ----------------------------- |
|      | Acıgöl (Krater)  |                      | Nevşehir  | Caldera       | 2080 v. Chr. ± 200 Jahre | 1689     | 38° 34′ 00″ N, 034° 31′ 00″ O |
|      | Akyarlar         |                      | Muğla     | Lavadom       | unbekannt                | 172      | 36° 58′ 48″ N, 027° 18′ 36″ O |
|      | Ararat           | Armenisches Hochland | Ağrı      | Schichtvulkan | 1840                     | 5165     | 39° 42′ 00″ N, 044° 18′ 00″ O |
|      | Erciyes Dağı     | Taurusgebirge        | Kayseri   | Schichtvulkan | 6880 v. Chr. ± 40 Jahre  | 3916     | 38° 31′ 00″ N, 035° 29′ 00″ O |
|      | Girekol Tepe     | Armenisches Hochland | Van       | Schildvulkan  | unbekannt                | 2323     | 39° 06′ 00″ N, 043° 25′ 00″ O |
|      | Göllü Dağ        | Taurusgebirge        | Niğde     | Lavadom       | unbekannt                | 2143     | 38° 15′ 00″ N, 034° 34′ 00″ O |
|      | Hasan Dağı       | Taurusgebirge        | Aksaray   | Schichtvulkan | unbekannt                | 3253     | 38° 08′ 00″ N, 034° 10′ 00″ O |
|      | Karacadağ        | Tur Abdin            | Şanlıurfa | Schildvulkan  | unbekannt                | 1957     | 37° 40′ 00″ N, 039° 50′ 00″ O |
|      | Karapınar-Feld   |                      | Konya     | Vulkanfeld    | unbekannt                | 1302     | 37° 40′ 00″ N, 033° 39′ 00″ O |
|      | Kars-Plateau     | Armenisches Hochland | Kars      | Vulkanfeld    | unbekannt                | 3000     | 40° 45′ 00″ N, 043° 15′ 00″ O |
|      | Kula (Yanıkyöre) |                      | Manisa    | Vulkanfeld    | unbekannt                | 750      | 38° 35′ 00″ N, 028° 31′ 00″ O |
|      | Nemrut Dağı      | Taurusgebirge        | Bitlis    | Schichtvulkan | 1650                     | 2948     | 38° 39′ 00″ N, 042° 14′ 00″ O |
|      | Süphan Dağı      | Armenisches Hochland | Van       | Schichtvulkan | ca. 8050 v. Chr.         | 4158     | 38° 55′ 00″ N, 042° 49′ 00″ O |
|      | Tendürek Dağı    | Armenisches Hochland | Ağrı      | Schildvulkan  | 1855                     | 3584     | 39° 22′ 00″ N, 043° 52′ 00″ O |